# Episodi di Der Anwalt (terza stagione)
La terza stagione della serie televisiva Der Anwalt è stata trasmessa in anteprima in Germania dalla ZDF tra l'11 maggio 1978 e il 10 agosto 1978.
| nº | Titolo originale     | Titolo italiano | Prima TV Germania | Prima TV Italia |
| -- | -------------------- | --------------- | ----------------- | --------------- |
| 1  | Reform mit Pferdefuß | inedito         | 11 maggio 1978    | inedito         |
| 2  | Kunstfehler          | inedito         | 18 maggio 1978    | inedito         |
| 3  | Nirgendwo zu Hause   | inedito         | 1º giugno 1978    | inedito         |
| 4  | Madonna              | inedito         | 8 giugno 1978     | inedito         |
| 5  | Rote Rosen           | inedito         | 15 giugno 1978    | inedito         |
| 6  | Ferndiagnose         | inedito         | 22 giugno 1978    | inedito         |
| 7  | Brückenbau           | inedito         | 29 giugno 1978    | inedito         |
| 8  | Schönheitsoperation  | inedito         | 6 luglio 1978     | inedito         |
| 9  | Operettentheater     | inedito         | 13 luglio 1978    | inedito         |
| 10 | Ein Unfall?          | inedito         | 20 luglio 1978    | inedito         |
| 11 | Kostenmiete          | inedito         | 27 luglio 1978    | inedito         |
| 12 | Blind?               | inedito         | 3 agosto 1978     | inedito         |
| 13 | Teufelskreis         | inedito         | 10 agosto 1978    | inedito         |